# María Soledad Corchón Rodríguez
María Soledad Corchón Rodríguez (Santander, 11 de abril de 1947) es una arqueóloga española pionera dentro de su campo de la prehistoria.

## Trayectoria
María Soledad Corchón es licenciada en Historia y doctora en Prehistoria por la Universidad de Salamanca.
Su trayectoria docente e investigadora la inició como ayudante de prácticas y becaria del Plan de Formación del Personal Investigador del Ministerio de Educación. Después fue profesora ayudante y adjunta por oposición hasta llegar a ser catedrática de Prehistoria y directora de la Revista Internacional de Prehistoria y Arqueología Zephyrus de la Universidad de Salamanca y de la Academia Portuguesa da Historia desde 2005.
Con financiación del Ministerio de Ciencia y Tecnología, la Junta de Castilla y León o la FECYT ha dirigido distintos equipos para el estudio y conservación del arte paleolítico, excavaciones arqueológicas y trabajos científicos en yacimientos de arte paleolíticos. María Soledad Corchón ha centrado su investigación en la arqueología cantábrica y la meseta, entre ellos en las cuevas de Las Caldas en Oviedo, el arte parietal de la Cueva de Candamo en Asturias, declarada en 2008 Patrimonio de la Humanidad por la UNESCO, o La Griega en Segovia y la cueva Palomera en Burgos. Además de investigar en yacimientos de arte paleolítico de Portugal como en Montemor-o-Novo, en el sitio de Escoural y en los yacimientos de Foz Côa.  
Entre su producción científica destacan monografías y artículos de sus trabajos sobre el Valle del Nalón
- Corchón Rodríguez, M. S. y Menéndez, M. eds., 2014. Cien años de arte rupestre paleolítico. Centenario del descubrimiento de la Peña de Candamo (1914-2014). Salamanca: Universidad de Salamanca (Estudios Históricos y Geográficos 160).
- Corchón Rodríguez, M. S. ed. 2017. La cueva de Las Caldas (Priorio, Oviedo). Ocupaciones magdalenienses en el Valle del Nalón. Salamanca: Ediciones Universidad de Salamanca (Colección Estudios Históricos y Geográficos).
- Corchón Rodríguez, M. S., Garate, D. y Rivero, O. eds., 2017. La Caverna de la Peña de Candamo (Asturias) 100 años después de su descubrimiento. Salamanca: Ediciones Universidad de Salamanca (Colección Estudios Históricos y Geográficos).

## Premios y reconocimientos
- Premio Extraordinario en su licenciatura en 1969 por la Universidad de Salamanca.
- Premio Extraordinario en su doctorado en 1982 por la Universidad de Salamanca.[2]
- Premio María de Maeztu de la Universidad de Salamanca a la excelencia científica en 2014.[8][9]